# Erianthus rehni
Erianthus rehni är en insektsart som beskrevs av Marius Descamps 1975. Erianthus rehni ingår i släktet Erianthus och familjen Chorotypidae. Inga underarter finns listade i Catalogue of Life.